# Svenska spindlar

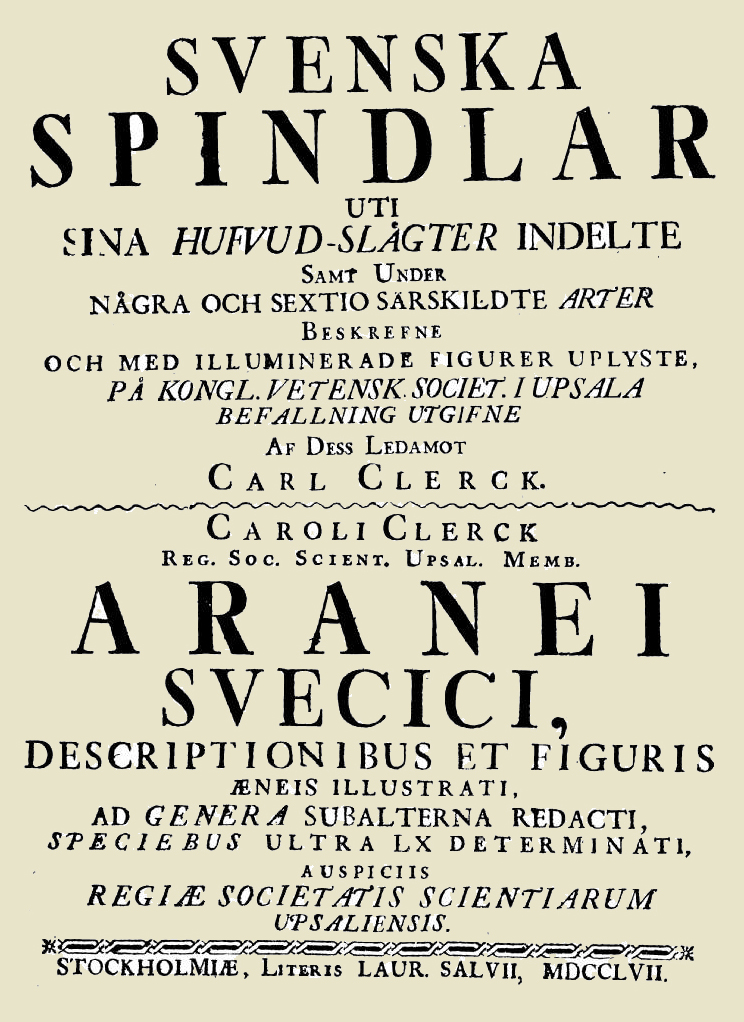
Titelpagina van de uitgave van 1757 van Svenska Spindlar

Het boek Svenska spindlar of Aranei svecici (respectievelijk Zweeds en Latijn voor "Zweedse spinnen") is een van de belangrijkste werken van de Zweedse arachnoloog en entomoloog Carl Alexander Clerck. Het verscheen in 1757 in Stockholm. Het was het eerste veelomvattende boek over de spinnen van Zweden en een van 's werelds eerste regionale monografieën van een groep dieren. De volledige titel is Svenska spindlar uti sina hufvud-slägter indelte samt under några och sextio särskildte arter beskrefne och med illuminerade figurer uplyste – Aranei svecici, descriptionibus et figuris aeneis illustrati, ad genera subalterna redacti, speciebus ultra LX determinati, ("Zweedse spinnen, ingedeeld onder hun geslachten, alsmede ruim zestig specifieke soorten benoemd en met fraaie afbeeldingen geïllustreerd"). Het werk omvat 162 pagina's tekst (8 daarvan ongenummerd) en 6 pagina's met gekleurde afbeeldingen. Het is geschreven in het Zweeds, met een vertaling in het Latijn die in een iets kleiner letterformaat onder de Zweedse tekst is afgedrukt.
Clerck beschreef 66 soorten spinnen in detail. Zijn werk was bovendien het eerste zoölogische werk waarin consequent voor alle soorten de binominale nomenclatuur werd toegepast zoals die door Carl Linnaeus in 1751 was voorgesteld en al voor planten was gebruikt in de eerste editie van Species plantarum van 1753. Svenska spindlar is het enige aan Linnaeus' 10e druk van Systema naturae voorafgaande zoölogische werk dat erkend wordt als een geldige bron voor zulke namen.

## Belang van het werk
Door de uitzonderlijk grondige behandeling van de spinnensoorten werden de door Clerck voorgestelde wetenschappelijke namen (die door Linnaeus in zijn Systema naturae van 1758 met slechts kleine wijzigingen werden overgenomen) door arachnologen erkend als beschikbare binominale namen. In 1959 besloot de International Commission on Zoological Nomenclature dat Clercks werk voor zoölogische nomenclatuur beschikbaar was, maar in de International Code of Zoological Nomenclature werd van Clercks werk geen melding gemaakt. Pas vanaf 1999 werd dit werk officieel erkend in de Code. Dit betekent dat in gevallen waarin meerdere namen of spellingvarianten voor een soort uit dit werk beschikbaar zijn, de naam in Svenska spindlar van 1757 prioriteit heeft over die van Linnaeus uit 1758, of enig ander later werk (een voorbeeld is Clercks Araneus in plaats van "Aranea" van Linnaeus), en dat Clercks spinnen de eerste dieren in de moderne zoölogie waren die een geldige wetenschappelijke naam kregen.

## Jaar van uitgave
Svenska spindlar kwam uit in 1757. Volgens de ICZN-Code hebben namen gepubliceerd vóór 1 januari 1758 als zoölogische wetenschappelijke naam geen status. Voor Clercks werk werd een speciale regeling getroffen, waarbij het geacht wordt te zijn verschenen op 1 januari 1758. Volgens de Code moeten namen uit dit werk geciteerd worden met 1758 als jaar van publicatie. In de praktijk citeren arachnologen namen uit Svenska spindlar nog altijd met Clerck, 1757 als auteur en jaar.

## Behandeling van de spinnen
Clerck legde in het laatste hoofdstuk van zijn werk uit dat hij anders dan eerdere auteurs de term "spin" in strikte zin gebruikte voor dieren die acht ogen hebben, en waarbij het prosoma en opisthosoma gescheiden zijn, en dat deze groep van dieren in zijn concept geen hooiwagens (Opiliones) omvatte omdat die twee ogen hebben en een breed aaneengegroeid prosoma en opisthosoma, noch andere groepen van spinachtigen (Arachnida).
Clerck gebruikte voor alle spinnen een enkele geslachtsnaam (Araneus), waaraan een soortnaam was toegevoegd die uit slechts één woord bestond. Elke soort werd in de Zweedse tekst gepresenteerd met de wetenschappelijke naam, gevolgd door informatie over de exacte data waarop hij de dieren had gevonden, en een gedetailleerde beschrijving van de ogen, de poten en het lichaam. Daarnaast werden de verschillen tussen de seksen beschreven. Aan het einde van het boek waren ingekleurde kopergravures ingebonden waarop iedere soort in zeer nauwkeurige tekeningen werd afgebeeld.

## Soorten
Hoofdstuk 2 (Araneidae, Tetragnathidae)
- Araneus angulatus – Schouderkruisspin
- Araneus diadematus – Kruisspin
- Araneus quadratus – Viervlekwielwebspin
- Araneus marmoreus – Marmerspin
- Araneus umbraticus – Nuctenea umbratica – Platte wielwebspin
- Araneus pyramidatus = Araneus marmoreus – Marmerspin
- Araneus ocellatus = Larinioides patagiatus – Vale wielwebspin
- Araneus patagiatus – Larinioides patagiatus – Vale wielwebspin
- Araneus cornutus – Larinioides cornutus – Rietkruisspin
- Araneus sericatus = Larinioides sclopetarius – Brugspin
- Araneus sclopetarius – Larinioides sclopetarius – Brugspin
- Araneus cucurbitinus – Araniella cucurbitina – Gewone komkommerspin
- Araneus segmentatus – Metellina segmentata – Herfstspin
- Araneus litera x notatus – Zygiella x-notata – Venstersectorspin

Hoofdstuk 3 (Theridiidae, Nesticidae, Linyphiidae)
- Araneus castaneus – Steatoda castanea – Schorssteatoda
- Araneus hamatus – Singa hamata – Bonte pyjamaspin
- Araneus lunatus – Parasteatoda lunata – Prachtkogelspin
- Araneus sisyphius – Phylloneta sisyphia – Kleine wigwamspin
- Araneus formosus = Parasteatoda lunata – Prachtkogelspin
- Araneus ovatus – Enoplognatha ovata – Gewone tandkaak
- Araneus redimitus = Enoplognatha ovata – Gewone tandkaak
- Araneus lineatus = Enoplognatha ovata – Gewone tandkaak
- Araneus cellulanus – Nesticus cellulanus – Holenspin
- Araneus bucculentus – Floronia bucculenta – Prachtpalpje
- Araneus montanus – Neriene montana – Lentehangmatspin
- Araneus triangularis – Linyphia triangularis – Herfsthangmatspin

Hoofdstuk 4 (Agelenidae, Clubionidae)
- Araneus domesticus pro parte – Tegenaria domestica – Grijze huisspin
- Araneus domesticus pro parte – Tegenaria ferruginea – Bonte trechterspin
- Araneus labyrinthicus – Agelena labyrinthica – Gewone doolhofspin
- Araneus pallidulus – Clubiona pallidula – Boomzakspin

Hoofdstuk 5 (Lycosidae, Pisauridae)
- Araneus fabrilis – Alopecosa fabrilis – Grote panterspin
- Araneus aculeatus – Alopecosa aculeata – Zomerpanterspin
- Araneus inquilinus – Alopecosa inquilina – Bergpanterspin

- Araneus lignarius – Acantholycosa lignaria
- Araneus monticola – Pardosa monticola – Duinwolfspin
- Araneus pulverulentus – Alopecosa pulverulenta – Gewone panterspin
- Araneus paludicola – Pardosa paludicola – Veenwolfspin
- Araneus amentatus – Pardosa amentata – Tuinwolfspin
- Araneus trabalis – Alopecosa trabalis – Geelborstpanterspin
- Araneus cuneatus – Alopecosa cuneata – Dikpootpanterspin
- Araneus undatus = Dolomedes fimbriatus – Kleine gerande oeverspin
- Araneus nivalis = Alopecosa inquilina – Bergpanterspin
- Araneus piraticus – Pirata piraticus – Poelpiraat
- Araneus piscatorius – Pirata piscatorius – Grote piraat
- Araneus fumigatus = Pardosa amentata – Tuinwolfspin
- Araneus pullatus – Pardosa pullata – Gewone wolfspin
- Araneus plantarius – Dolomedes plantarius – Grote gerande oeverspin
- Araneus fimbriatus – Dolomedes fimbriatus – Kleine gerande oeverspin
- Araneus mirabilis – Pisaura mirabilis – Kraamwebspin

Hoofdstuk 6 (Salticidae)
- Araneus hastatus – Dendryphantes hastatus
- Araneus muscosus – Marpissa muscosa – Schorsmarpissa
- Araneus scenicus – Salticus scenicus – Huiszebraspin
- Araneus striatus – [nomen dubium]
- Araneus terebratus – Attulus terebratus
- Araneus litera v insignitus – Aelurillus v-insignitus – V-vlekspringspin
- Araneus litera v notatus = Aelurillus v-insignitus – V-vlekspringspin
- Araneus flammatus – [nomen dubium]
- Araneus falcatus – Evarcha falcata – Bonte springspin
- Araneus arcuatus – Evarcha arcuata – Bonte grasspringspin

Hoofdstuk 7 (Thomisidae, Philodromidae, Sparassidae)
- Araneus vatius – Misumena vatia – Gewone kameleonspin
- Araneus margaritatus – Philodromus margaritatus – Korstmosrenspin
- Araneus aureolus – Philodromus aureolus – Tuinrenspin
- Araneus formicinus – Thanatus formicinus – Grote renspin
- Araneus cristatus – Xysticus cristatus – Gewone krabspin
- Araneus roseus = Micrommata virescens – Groene jachtspin
- Araneus virescens – Micrommata virescens – Groene jachtspin

Hoofdstuk 8 (Cybaeidae)
- Araneus aquaticus - Argyroneta aquatica – Waterspin